# Rom und Jerusalem

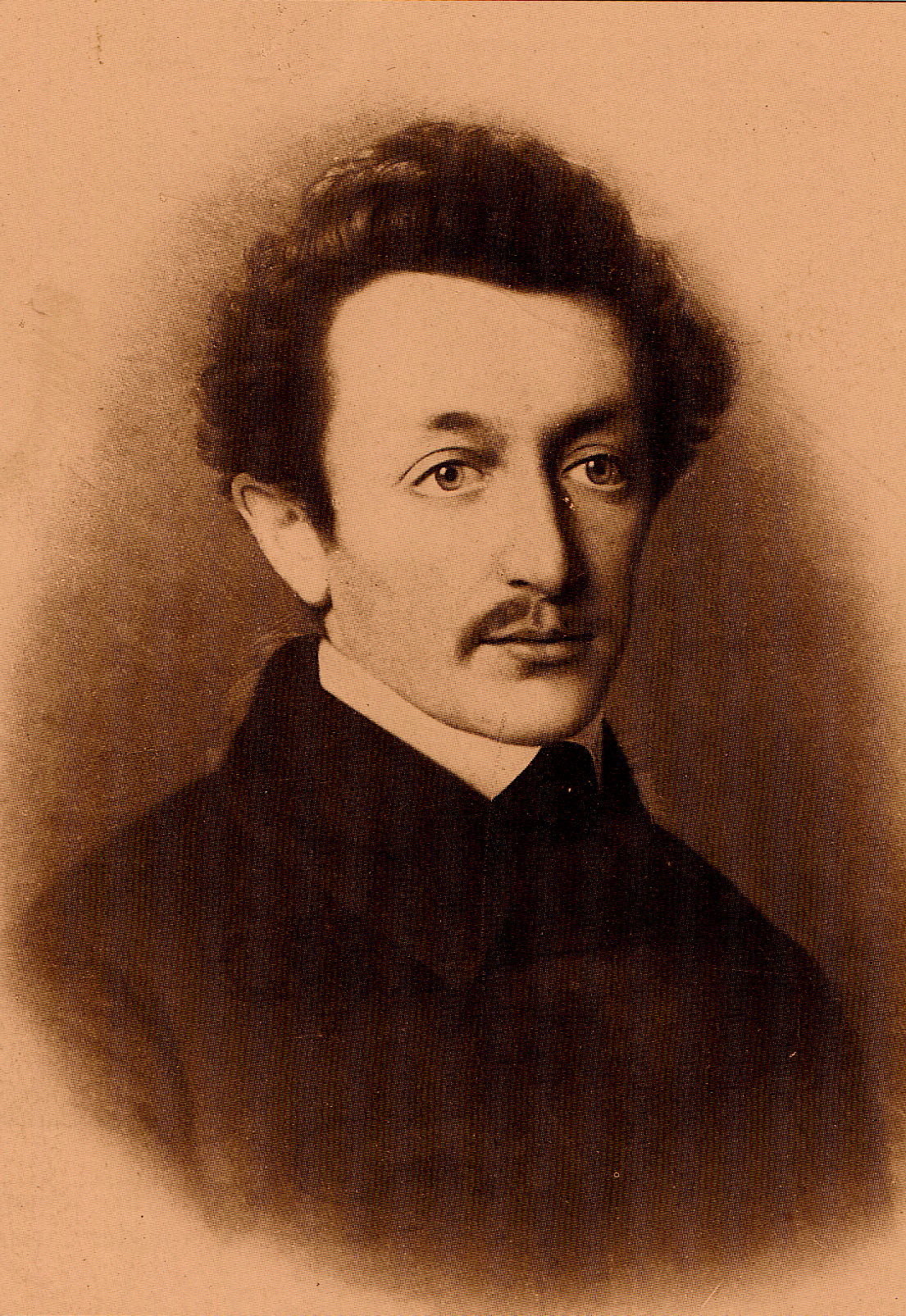
Moses Hess

Rom und Jerusalem ist ein zuerst 1862 in Leipzig erschienenes Buch des Frühsozialisten Moses Hess, der aus einem orthodoxen jüdischen Hause in Bonn stammte.

## Inhalt
Das Buch markiert den Beginn der zionistischen Bewegung. Der Autor schlägt vor, dass die Juden nach Eretz Israel zurückkehrten und auf sozialistischer Grundlage mit Hilfe von Kibbuzim ihr altes Land im damaligen Palästina bewirtschafteten.
Der Untertitel dieses in Briefform geschriebenen Buches lautet Die letzte Nationalitätenfrage. Das Buch des Mentors und Mitautors von Karl Marx bei der Rheinischen Zeitung gab der Arbeiter-Zionismus-Bewegung Auftrieb. In seinem Magnum Opus plädierte der „Kommunistenrabbi“ genannte Hess für die Rückkehr der Juden in das Land Israel und schlug ein sozialistisches Land vor, in dem die Juden agrarisiert würden.
Der Autor entwirft national-jüdische Gedanken und beschreibt dreißig Jahre vor dem politischen Zionismus (siehe auch Der Judenstaat von Theodor Herzl) diesen Weg als für die Juden Europas einzig konsequenten, wodurch er zum Vorläufer des Zionismus wird.
Der Autor prophezeite ein allgemeines Erwachen der unterdrückten Völker – Rom stand für die gerade erfolgreiche italienische Nationalbewegung –, in dem auch die jüdische Nation wieder erwachen und ihren Staat neu errichten solle. In seiner Vorrede ist zu lesen: [...] mit der Wiedergeburt Italiens beginnt auch die Auferstehung Judäas. In Rom und Jerusalem forderte Hess einen Garibaldi für das Judentum. Er schrieb darin unter anderem: „Jeder Jude ist, er mag es  wollen oder nicht, solidarisch mit seiner ganzen Nation verbunden. […] Wir alle haben das Ol malchut schamajim [i. O. hebr. mit der Anm.: Joch des Himmelreiches] zu ertragen. [...] Erlauben sodann die Weltereignisse, welche sich im Orient vorbereiten, einen praktischen Anfang zur Wiederherstellung des jüdischen Staates, so wird dieser Anfang zunächst wohl in der Gründung jüdischer Colonien im Lande der Väter bestehen, wozu Frankreich ohne Zweifel die Hand zu bieten geneigt ist.“
Konzeptionell stützte Hess sein Projekt auf die Einschätzung, dass die Juden den europäischen Nationen immer fremd bleiben würden, die ihnen zwar aus Gründen der Menschlichkeit und der Gerechtigkeit gleiche Rechte zugestehen, sie aber nicht mit Respekt behandeln würden, solange sie nicht ihren eigenen Nationalstaat gründeten. Er lehnte die damals unter deutschen Juden verbreitete Auffassung von der Integration der jüdischen Gemeinschaft in die europäische Gesellschaft ab und trat für die Bewahrung der jüdischen Identität ein.
Sein Buch fand zu seiner Zeit wenig Anklang.

## Ausgaben
- Rom und Jerusalem. Leipzig 1862 (Digitalisat), (2., unveränderte Auflage 1899 Digitalisat)
- Rom und Jerusalem. Die letzte Nationalitätenfrage. Briefe von Moses Hess. Hozaah Ivrit, Tel Aviv 1935
- Rom und Jerusalem. Die letzte Nationalitätenfrage. Verkürzt, neugeordnet und eingeleitet von Theodor Zlocisti. Hitachduth Olej Germania we Olej Austria, Tel-Aviv 1939